# Soda Creek
Soda Creek est une subdivision située dans la province de la Colombie-Britannique, dans le centre.

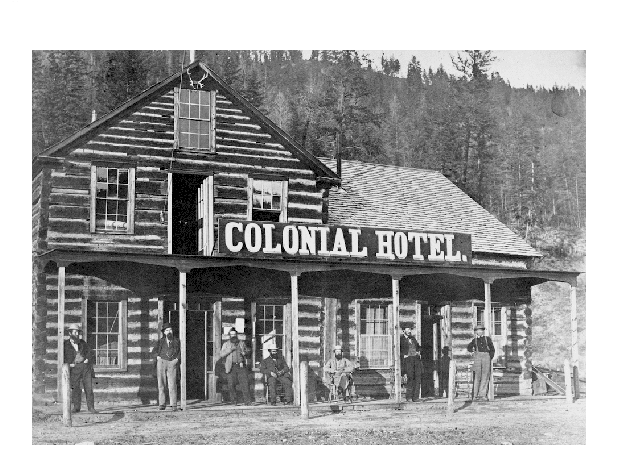
Hôtel colonial (1868)